# Agonandra loranthoides
Espèce
Synonymes
- Agonandra loranthoides L.O. Williams[2]
- Agonandra loranthoides L.O.Williams[3]
- Agonandra macrocarpa L.O. Williams (préféré par BioLib)[2]

Statut de conservation UICN

 VU C1 : Vulnérable
Agonandra loranthoides est une espèce de plantes de la famille des Opiliaceae.

## Publication originale
- Ciencias (México) 24(5–6): 227. 1966.